# Koberfenster

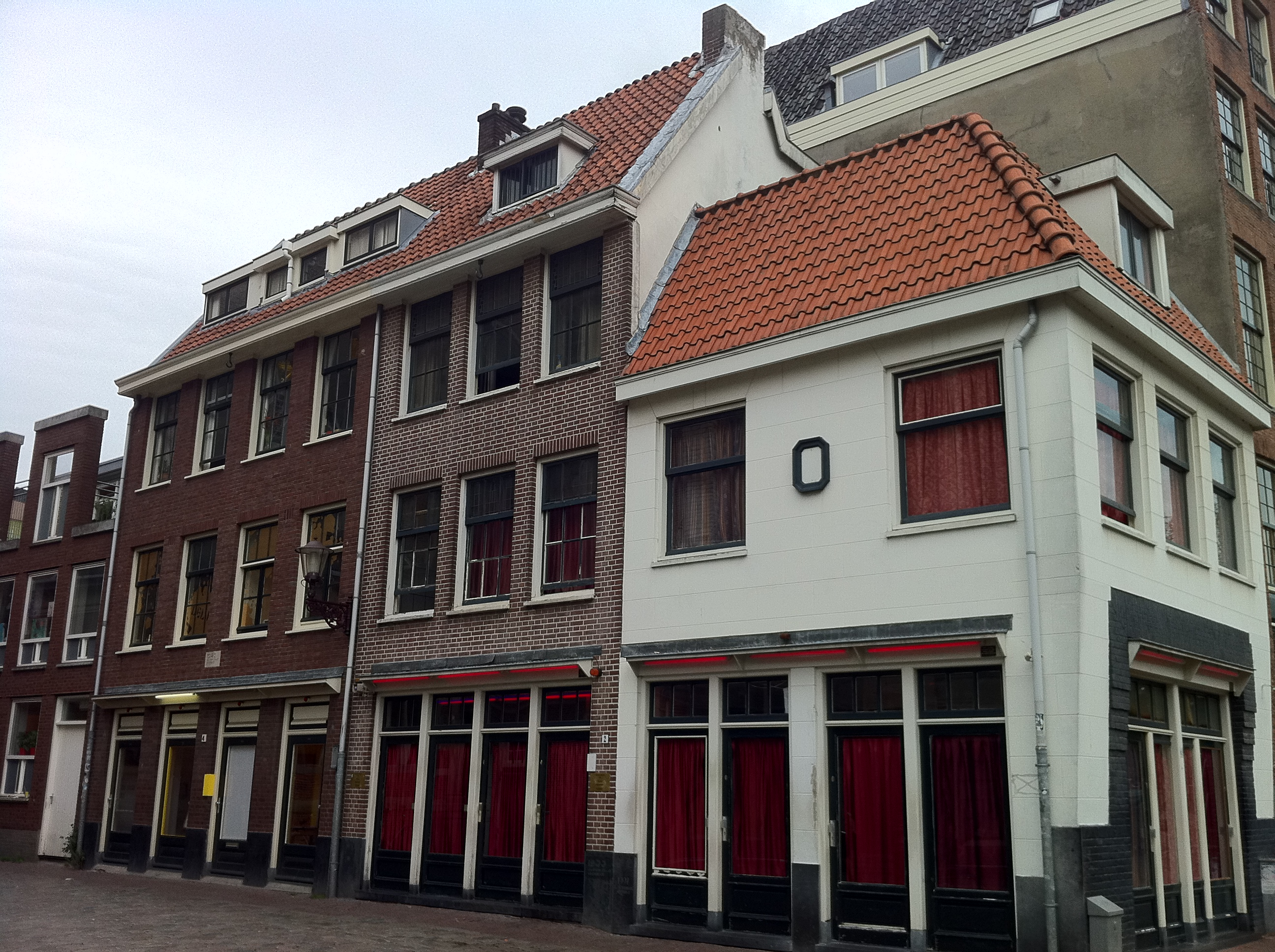
Häuser mit Koberfenstern im Amsterdamer Rotlichtbezirk Walletjes

Als Koberfenster bezeichnet man die Schaufenster von Bordellen, in denen sich Prostituierte anbieten. Kobern bezeichnet das sichtbare Warten einer Prostituierten, die Ausschau nach Freiern hält.
Solche Fenster gibt es zum Beispiel auf De Wallen in der Altstadt von Amsterdam, im Baekelandplein in Eindhoven, in der Herbertstraße in Hamburg-St. Pauli, in der Ludwigstraße in Hannover, in der Bruchstraße in Braunschweig, in der Vulkanstraße in Duisburg, in der Flaßhofstraße in Oberhausen, in der Linienstraße in Dortmund, in der Stahlstraße in Essen, in der Siedlung „Im Winkel“ in Bochum, in der Antoniusstraße in Aachen, in der Lessingstraße in Bremerhaven, hinter dem Bahndamm in Düsseldorf, an der Frauentormauer in Nürnberg und in der Helenenstraße in Bremen.
Rote Lampen stehen für weibliche Prostituierte, wohingegen blaue Lichter auf Transgeschlechtliche hinweisen. Die Prostituierten sitzen meist in Reizwäsche auf einem Hocker am Fenster und sprechen die Freier auf der Straße an bzw. werden von diesen angesprochen. Am Fenster wird der Preis verhandelt. Bei Einigung über den Preis der gewünschten sexuellen Dienstleistung werden die Freier ins Haus gelassen.